# Redin
Redin is een bestuurslaag in het regentschap Purworejo van de provincie Midden-Java, Indonesië. Redin telt 2761 inwoners (volkstelling 2010).